# Pomona (Maillol)
Pomona (Pomone) è un'opera dello scultore francese Aristide Maillol. Si tratta di una scultura in bronzo creata nel 1910 circa e che esiste in varie versioni.

## Storia
Nel 1910, al Salone d'Autunno che si teneva a Parigi, Aristide Maillol espose un modello in gesso di quest'opera, che venne acquistato dal collezionista russo Ivan Abramovič Morozov, il quale ne era rimasto impressionato. Morozov gli commissionò poi una versione bronzea e altre tre statue per formare un ciclo delle quattro stagioni. Maillol realizzò più versioni della sua Pomona, che si possono dividere in due categorie: una parte delle opere raffigura la donna in stato di completa nudità, mentre l'altra la ritrae con un vestito aderente, modellato in modo diverso in base alla scultura (questa tipologia si chiama Pomone drapée in francese). A quest'ultima categoria si rifà la statua che orna il monumento ai caduti della città di Elne, nei Pirenei Orientali, che indossa un abito all'antica e regge un tessuto sul quale c'è scritto "Ai suoi figli morti per la patria" (A ses enfants morts pour la Patrie).

## Descrizione
L'opera rappresenta Pomona, la divinità dei frutti nella mitologia romana. Pomona è raffigurata come una donna nuda che assume una posa chiasmica in appoggio sulla gamba sinistra, presenta un frutto in ogni mano e ha i capelli raccolti, come facevano alcune donne negli anni 1900. Nel gruppo delle sculture delle quattro stagioni, Pomona è la personificazione dell'inverno.

## Versioni
La versione più nota della scultura si trova nel jardin du Carrousel alle Tuileries, nel primo arrondissement di Parigi, e fa parte di un insieme di statue di Maillol esposte all'aria aperta. Altre versioni si trovano al museo Maillol di Parigi, al museo d'arte di Filadelfia, al museo Kreeger (vicino Washington), alla galleria nazionale di Praga e una in marmo è al Petit Palais parigino. Delle versioni della Pomona vestita sono conservate nella galleria d'arte di Manchester, al museo d'Orsay e al museo Hyacinthe Rigaud di Perpignano.

## Galleria d'immagini

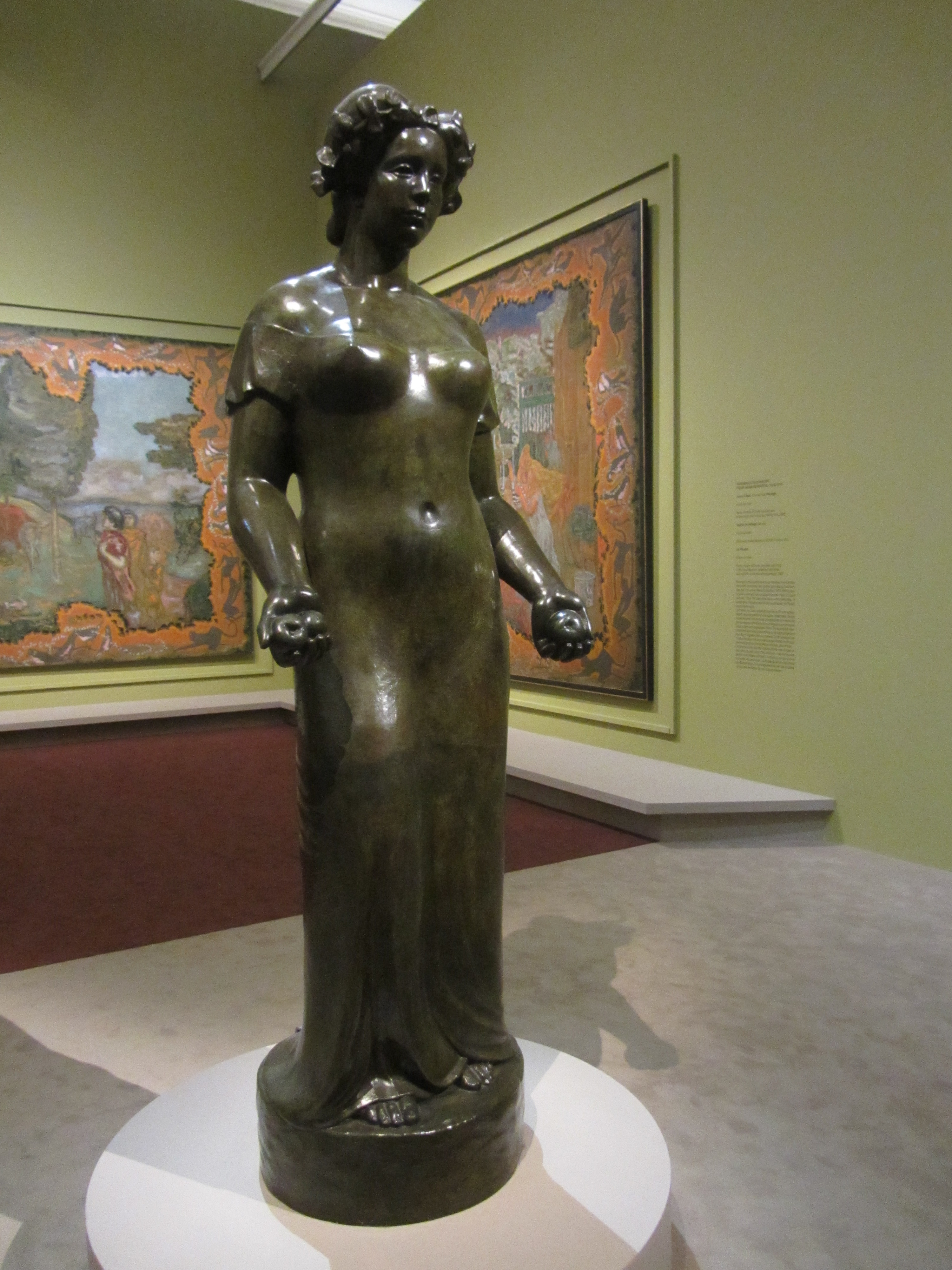
La versione del museo d'Orsay
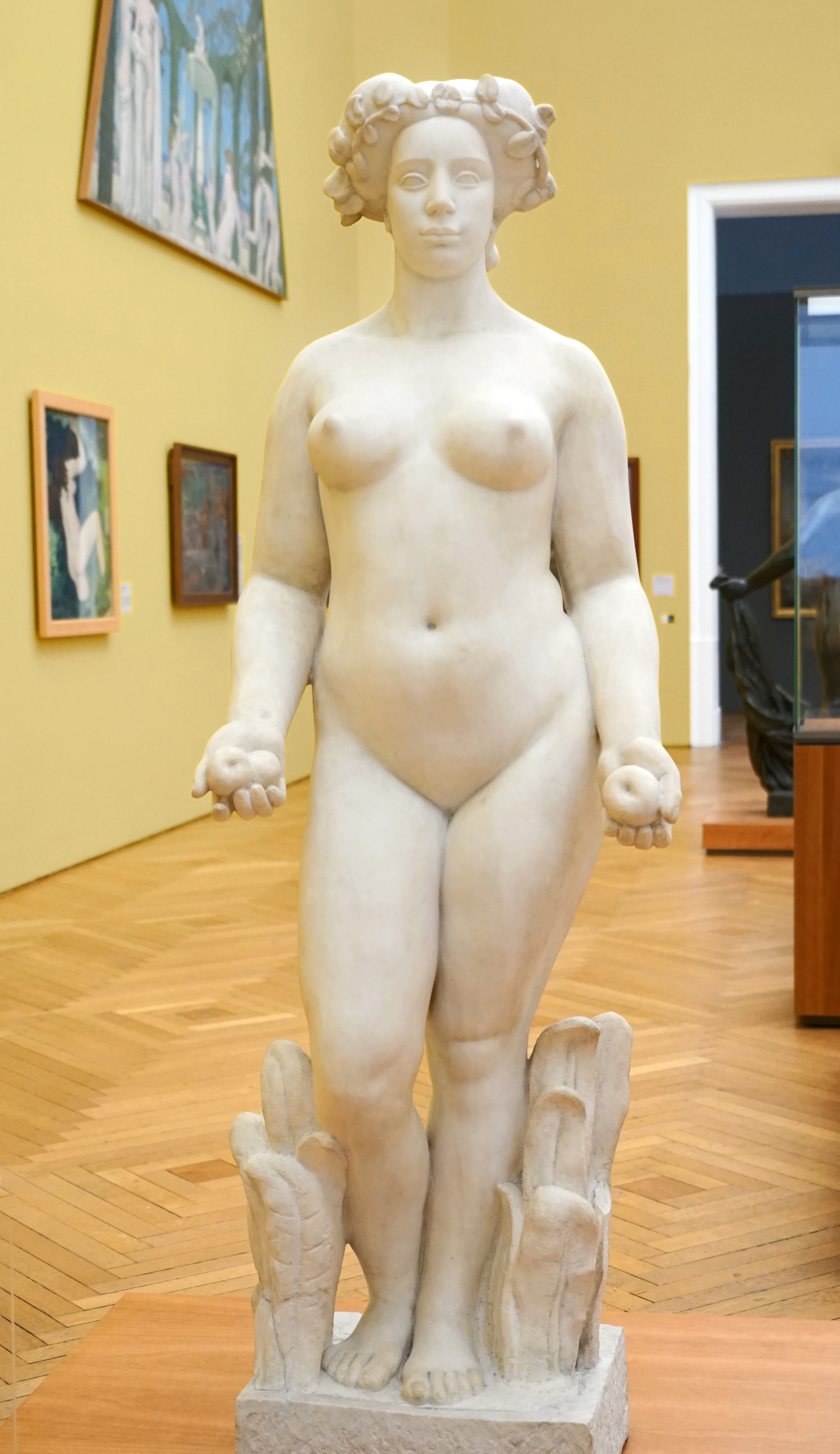
La versione al Petit Palais
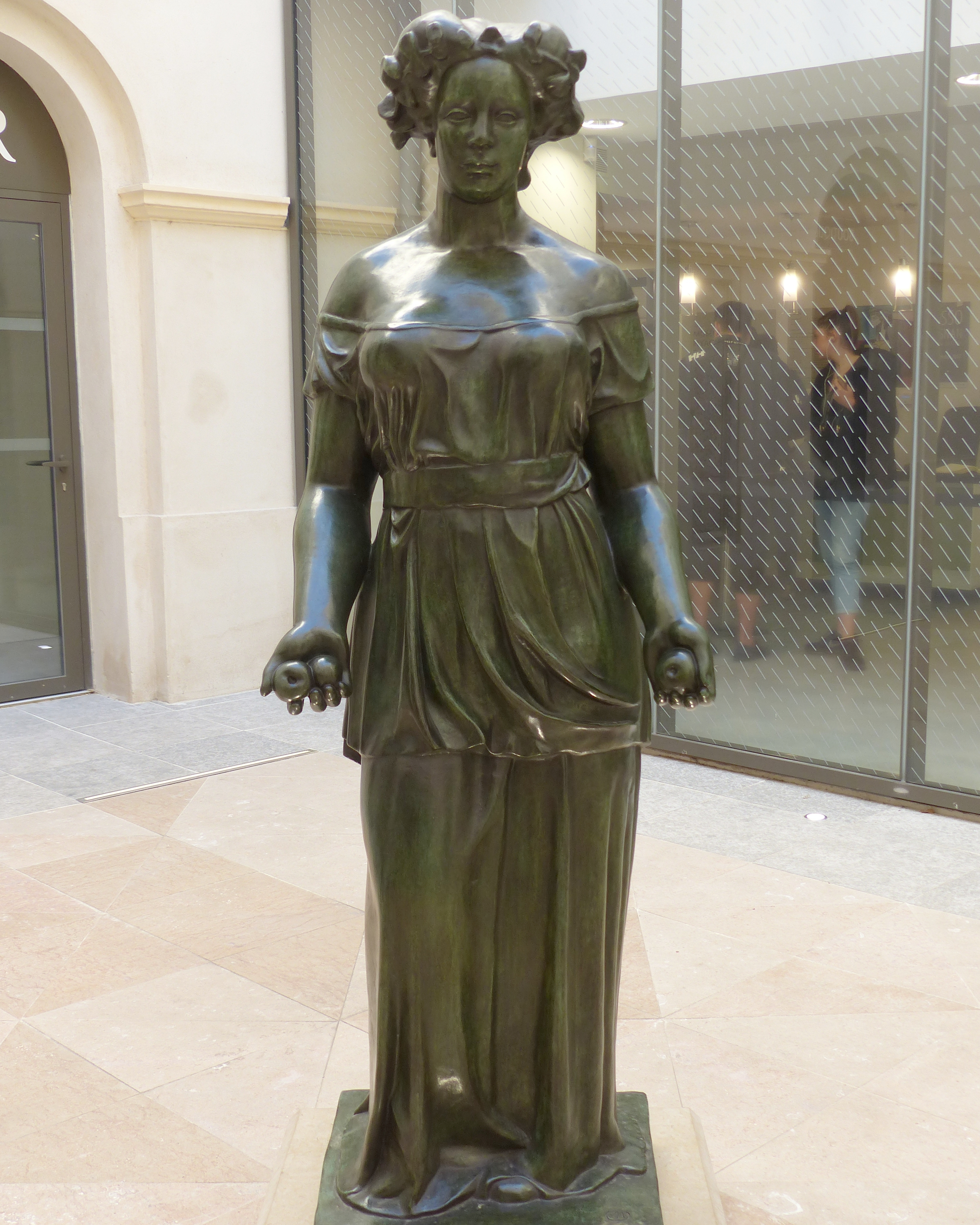
La versione a Perpignano